# 维托里奥·奥兰迪
维托里奥·奥兰迪（義大利語：Vittorio Orlandi，1938年9月8日—），意大利男子马术运动员。他曾代表意大利参加1972年夏季奥林匹克运动会马术比赛，获得团体场地障碍赛铜牌。